# Мирозиназа
Мирозиназа, также тиогликозидаза, синигриназа — гидролитический фермент (КФ 3.2.1.147), катализирующий реакцию расщепления молекулы тиогликозида с образованием молекул глюкозы, изотионитрила и неорганического сульфата. По строению близок к распространённым О-гликозидазам. Однако мирозиназа — единственный известный в природе фермент, способный расщеплять тиосвязанную глюкозу. Его известная биологическая функция — катализировать гидролиз класса соединений, называемых глюкозинолатами.

## Где встречается
Содержится прежде всего в растениях семейства крестоцветных: в семенах чёрной (где была впервые обнаружена), белой и сарептской горчицы, а также в корне хрена, васаби, в различных видах капусты, рыжиках и в рапсе. Есть в настурциевых, каперсовых, резедовых, в семенах у некоторых фиалковых.

## История открытия
Исторически сложилось так, что такие культуры, как рапс, содержащие систему глюкозинолат-мирозиназа, специально выращивались с целью минимизации содержания глюкозинолатов, поскольку рапс в кормах для скота оказался токсичным. Система глюкозинолат-мирозиназа была исследована как возможный биофумигант для защиты сельскохозяйственных культур от вредителей. Мощные продукты гидролиза глюкозинолатов (GHPs) можно распылять на посевы для отпугивания травоядных животных. Другой вариант — использование методов генной инженерии для внедрения глюкозинолатно-мирозиназной системы в сельскохозяйственные культуры в качестве средства повышения их устойчивости к вредителям.

### Влияние на здоровье
Известно, что изотиоцианаты, основной продукт гидролиза глюкозинолатов, препятствуют усвоению йода щитовидной железой, вызывая зоб. Изотиоцианаты в высоких концентрациях могут вызывать гепатотоксичность. Нет достаточных научных доказательств того, что употребление крестоцветных овощей с повышенным содержанием изотиоцианатов влияет на риск возникновения заболеваний человека.

## Механизм катализа
Мирозиназа катализирует химическую реакцию:
тиогликозид + H2O {\displaystyle \rightleftharpoons } глюкоза + тиол
Таким образом, двумя субстратами этого фермента являются тиогликозид и H2O, тогда как двумя его продуктами являются глюкоза и тиол.

В присутствии молекул воды мирозиназа отщепляет глюкозинолатную группу. Оставшаяся молекула затем быстро превращается в тиоцианат, изотиоцианат или нитрил; это активные вещества, которые служат защитой растений. Гидролиз глюкозинолатов мирозиназой может давать различные продукты в зависимости от различных физиологических условий, таких как pH и присутствие определённых кофакторов. Было замечено, что все известные реакции имеют одни и те же начальные стадии (См. рисунок 2.). Сначала мирозиназа расщепляет β-тиоглюкозидную связь, высвобождая D-глюкозу. Образующийся агликон подвергается спонтанной перегруппировке типа Лоссена с высвобождением сульфата. Последняя стадия механизма подвержена наибольшему разнообразию в зависимости от физиологических условий, при которых протекает реакция. При нейтральном pH основным продуктом является изотиоцианат. В кислых условиях (pH < 3) и в присутствии ионов железа (Fe2+) или эпитиоспецифичных белков вместо этого благоприятствует образованию нитрилов.

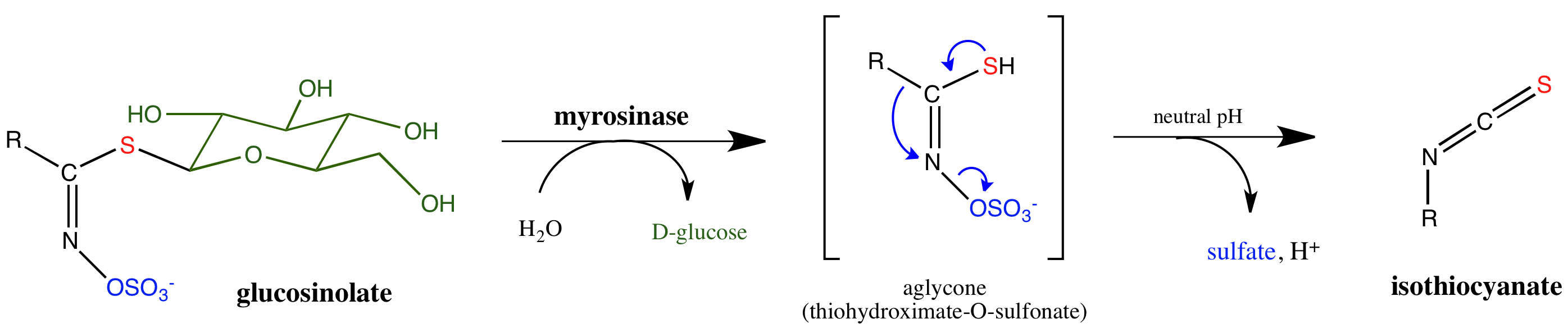
Рисунок 2: Механизм гидролиза глюкозинолата мирозиназой.

### Кофакторы и ингибиторы
Аскорбиновая кислота (аскорбат) является известным кофактором мирозиназы, служащим основным катализатором гидролиза глюкозинолата. Например, мирозиназа, выделенная из дайкона (Raphanus sativus), продемонстрировала увеличение максимальную скорость Vmax с 2,06 мкмоль/мин на мг белка до 280 мкмоль/мин на мг белка на субстрате аллилглюкозинолат (синигрин) в присутствии 500 мкМ аскорбата. Сульфат ионы (OSO32-), побочные продукты гидролиза глюкозинолата, были идентифицированы как конкурентный ингибитор мирозиназы. Кроме того, 2-F-2-дезоксибензилглюкозинолат, синтезированный специально для изучения механизма мирозиназы, ингибирует фермент, захватывая один из остатков глутаминовой кислоты в активном центре, Glu 409.

### Структура
Мирозиназа существует в виде димера с субъединицами по 60-70 кДа каждая. Рентгеновская кристаллография мирозиназы, выделенной из Sinapis alba (горчица белая), показала, что две субъединицы связаны атомом цинка. Считается, что значительная роль солевых мостиков, дисульфидных мостиков, водородных связей и гликозилирования способствует стабильности фермента, особенно когда растение подвергается атаке и испытывает серьёзные повреждения тканей. Особенностью многих β-глюкозидаз являются каталитические остатки глутамата в их активных сайтах, но два из них были заменены одним остатком глутамина в мирозиназе. Было показано, что аскорбат замещает активность остатков глутамата. (Механизм см. на рисунке 3).

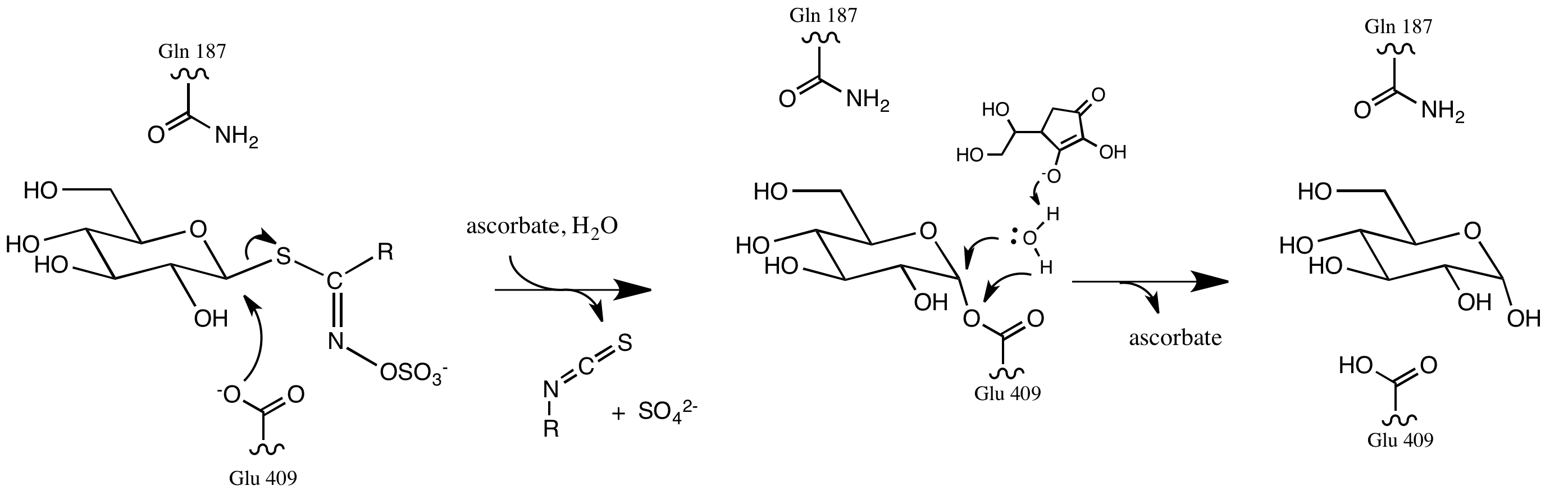
Рисунок 3: Активный сайт мирозиназы на первом этапе гидролиза глюкозинолата. Здесь аскорбат используется в качестве кофактора для замены недостающего второго каталитического глутамата с целью расщепления тиосвязанной глюкозы.

## Биологические функции
Известно, что мирозиназа и её природный субстрат глюкозинолат являются частью защитного механизма растений. Когда растение подвергается нападению патогенов, насекомых или травоядных животных, то для защиты оно использует мирозиназу для преобразования глюкозинолатов, которые в целом безвредны, в токсичные продукты, такие как изотиоцианаты, тиоцианаты и нитрилы.
Защитная система глюкозинолат-мирозиназа упакована в растениях уникальным образом. Растения хранят глюкозинолат-мирозиназу в виде компартментов, так что последняя высвобождается и активируется только тогда, когда растение подвергается нападению. Мирозиназа хранится в основном в виде мирозиновых зёрен в вакуолях особых идиобластов, называемых мирозиновыми клетками, но сообщалось также о белковых телах или вакуолях, а также о цитозольных ферментах, которые обычно связываются с мембранами. Глюкозинолаты хранятся в соседних, но отдельных "S-клетках".  Когда у растения повреждается целостность клеток тканей, мирозиназа вступает в контакт с глюкозинолатами, быстро активируя их в мощную антибактериальную форму. Наиболее мощными из таких продуктов являются изотиоцианаты, за ними следуют тиоцианаты и нитрилы.
Известно, что растения, у которых развилась защитная система мирозиназы-глюкозинолата, включают в себя: горчица белая (Sinapis alba), кресс-салат (Lepidium sativum) ,  васаби (Wasabia japonica) и дайкон (Raphanus sativus), а также несколько представителей семейства Brassicaceae, включая жёлтую горчицу (Brassica juncea), семена рапса (Brassica napus) и распространённые диетические капустные растения, такие как брокколи, цветная капуста, капуста бок-чой, и кудрявая капуста. Горькое послевкусие многих из этих овощей часто можно объяснить гидролизом глюкозинолатов при повреждении тканей во время приготовления пищи или при употреблении этих овощей в сыром виде. Этот метод защиты используют семена папайи, но не сама мякоть плода.
Мирозиназа также была выделена из капустной тли. Это предполагает коэволюцию капустной тли с её основным источником питания. Тля использует ту же стратегию защиты, что и растения. Как и основной источник пищи, капустная тля разделяет нативную мирозиназу и глюкозинолаты, которые она потребляет. Когда капустная тля подвергается нападению и её ткани повреждаются, то запасённые глюкозинолаты активируются, вырабатывая изотиоцианаты и отпугивая хищников от нападения на других тлей.